# Phaonia whiteheadi
Phaonia whiteheadi är en tvåvingeart som beskrevs av Malloch 1928. Phaonia whiteheadi ingår i släktet Phaonia och familjen husflugor. Inga underarter finns listade i Catalogue of Life.